# Eilema gracilipennis
Eilema gracilipennis är en fjärilsart som beskrevs av Hans Daniel Johan Wallengren 1860. Eilema gracilipennis ingår i släktet Eilema och familjen björnspinnare. Inga underarter finns listade i Catalogue of Life.